# Čínské národní muzeum
Čínské národní muzeum (čínsky v českém přepisu Čung-kuo kuo-ťia po-wu-kuan, pchin-jinem Zhōngguó guójiā bówùguǎn, znaky 中国国家博物馆) na východní straně Náměstí Nebeského klidu v Pekingu je jedno z největších muzeí světa a v roce 2017 s více než osmi miliony návštěvníků po pařížském Louvru druhé nejnavštěvovanější. Je věnováno čínské historii a umění. Vzniklo roku 2003 spojením dvou muzeí doposud sídlících v budově, a to Muzea čínské revoluce založeného roku 1950 a Národního muzea čínské historie s kořeny sahajícími do roku 1912. Sama čtyřposchoďová budova vznikla roku 1959 jako jedna z Deseti velkých budov oslavujících desáté výročí vzniku komunistické Číny a zabírá plochu 6.5 hektarů, je vysoká 40 metrů a průčelí má šířku 313 metrů.